# Peret
Peret, Proyet sau Sezonul Revărsării este numele unui sezon din calendarul egiptean.
Peret este al doilea sezon din calendarul Nilului (creat pe baza inundațiilor de pe Nil). Sezonul se răcește în același timp cu retragerea râului, este sezonul de început al culturilor agricole. 

## Lunile
Sezonul Revărsării  este format din 4 luni a câte 30 de zile fiecare. Acestea luni, notate de la 5 la 8, sunt:
- Luna 5 = Tobi
- Luna 6 = Meshir
- Luna 7 = Paremhat
- Luna 8 = Paremoude

Ele corespund următoarelor date:
| Luna      | Perioada                    |
| --------- | --------------------------- |
| Tobi      | 16 noiembrie - 15 decembrie |
| Meshir    | 16 decembrie - 14 ianuarie  |
| Paremhat  | 15 ianuarie - 13 februarie  |
| Paremoude | 14 februarie - 15 martie    |

Sezonul Revărsării (Iarna) este precedat de Sezonul Inundației și urmat de Sezonul Recoltei (Vara).